# Assembleia Legislativa de Macau
De Assembleia Legislativa de Macau is het enige legitieme orgaan van (de Speciale Bestuurlijke Regio) Macau die zeggenschap heeft als de lokale wetgevende macht. Deze wetgevende macht wordt om de vier jaar door de Macause burgers democratisch gekozen. De wetgevende macht wordt geleid door de Presidente. Deze wordt bijgestaan door de Vice-Presidente en twee secretarissen.

## Handvest
Doelen van de Assembleia:
1. maken, wijzigen, opschorten en intrekken van wetten
2. onderzoeken en goedkeuren van de financiën en verslagen daarover te onderzoeken en aan te horen
3. besluiten maken op belastinggebied en staatsschulden goedkeuren
4. debatteren met de regeringsleider (Chefe do Executivo / 行政長官) over lokaal beleid
5. debatteren over zaken die onder het volk spelen
6. ontvangen en oplossen van problemen van Macaunezen

## Geschiedenis
Tijdens de Portugese koloniale periode van Macau werd in 1976 door de Portugezen de Assembleia Legislativa de Macau opgericht. Dit koloniale orgaan gebruikte alleen het Portugees als voertaal. Negen van de zeventien leden waren bij de eerste verkiezingen van Portugese afkomst. De anderen waren voornamelijk van Chinese afkomst. Bij de zesde verkiezingen in 1996 waren de verkozen leden voor het eerst allen van Chinese afkomst. In 1999 werd het gezag van Macau overgedragen aan de Volksrepubliek China. De verkiezingen van 1999 worden gezien als de eerste verkiezingen van het nieuwe Macau. Sindsdien is de spreektaal Standaardkantonees en de schrijftaal traditioneel Chinees naast het Portugees geworden.